# Георги Докторов
Георги Иванов Караджов, известен като Докторов и Екимджията, е български революционер, участник в Кресненско-Разложкото въстание.

## Биография
Георги Докторов е роден в 1852 година в разложкото село Долно Драглища в семейството на преселници от Кукушко. Брат е на Сава Докторов. Занимава се със земеделие и търговия, както и с народна медицина. Занимава се с революционна дейност и е сред членовете на революционния комитет в Долно Драглище, подготвящ въстание през 1876 година. Заедно с Кузман Поптомов основава комитети в Разлога. Властите го залавят и съдът в Неврокоп го осъжда и Докторов лежи в затвора в Сяр.
Участва в Кресненско-Разложкото въстание и след разгрома му емигрира в Свободна България и се установява в Златица, където се занимава със земеделие.